# 복지 자본주의
복지 자본주의는 복지 정책, 그리고 복지 서비스를 직원에게 제공하는 기업 관례를 포함하는 자본주의이다.
오늘날 복지 자본주의는 노르딕 모델, 사회적 시장경제 등 북유럽 등에서 볼 수 있는 모델과 자주 연계된다. 일부의 경우 복지 자본주의는 혼합 경제 내에 존재하지만 복지국가는 경제간섭주의, 광활한 규제 등 혼합경제에 일반적인 정책과 독립적으로 존재할 수 있다.

## 같이 보기
- 차베스주의
- 기독교 민주주의
- 기업도시
- 경제간섭주의
- 노르딕 모델
- 사회적 시장경제
- 사회 자본
- 사회민주주의
- 사회적 시장경제
- 복지
- 21세기 사회주의
- 자본주의
- 복지국가